# 3000 Leonardo
3000 Leonardo (1981 EG19) là một tiểu hành tinh vành đai chính được phát hiện ngày 2 tháng 3 năm 1981 bởi S. J. Bus ở Siding Spring.